# Barxa
Barxa (ook: Bilcil) is een gehucht in het district Alula, in de regio Bari in Puntland, Somalië.
Barxa ligt circa 19 kilometer ten zuiden van de kustplaats Bereeda in het aride binnenland van het noordoostpunt van Somalië, en 31 kilometer ten zuidwesten van Kaap Gardafui, waar de wateren van de Indische Oceaan en de Golf van Aden elkaar ontmoeten. Een andere plaats in de buurt is Tooxin, 25,3 kilometer naar het oosten aan de kust. Barxa ligt niet ver van een rivierdal dat meestal droog staat (een wadi). Bij het gehucht ligt een tiental berkads: rechthoekige, uitgegraven en omheinde waterreservoirs. Het dorp is slechts via onverharde paadjes verbonden met de rest van het district.

## Klimaat
Barxa heeft een woestijnklimaat: er valt vrijwel geen neerslag, slechts circa 40 millimeter per jaar met een klein 'piekje' in november van 18 millimeter, bijna de helft van de jaarlijkse hoeveelheid. De gemiddelde jaartemperatuur bedraagt 25,8 °C. De warmste maand is juni, gemiddeld 28,4°C; de koelste maand is februari, gemiddeld 23,6°C.